# Ardonsillero
Ardonsillero es una localidad española de la provincia de Salamanca, en la Comunidad Autónoma de Castilla y León. Se halla ubicada en el municipio de Garcirrey. 

## Geografía
La población se sitúa a 3,6 kilómetros al sur de la localidad de Garcirrey, capital del municipio. Está asentada junto al río chico, afluente del río Huebra, en su margen izquierda, a una altura sobre el nivel del mar de 780 metros. Se halla dominada por el Oeste por una alineación rocosa de dirección NNE-SSW conocida como Sierro Grande.

## Demografía
En 2017 contaba con una población de 11 habitantes, de los cuales 6 eran hombres y 5 mujeres.
| Gráfica de evolución demográfica de Ardonsillero entre 2001 y 2017                       |
|                                                                                          |
| Fuente: Instituto Nacional de Estadística de España - Elaboración gráfica por Wikipedia. |

## Economía
La única actividad económica que se desarrolla en la localidad es la Agroganadera. 